# Liste der Verleihungen des Bauherrenpreises der Stadt Radebeul
Die Liste der Verleihungen des Bauherrenpreises der Stadt Radebeul führt die seit 1997 in der sächsischen Stadt Radebeul vergebenen Auszeichnungen mit dem Bauherrenpreis der Stadt Radebeul (auch Radebeuler Bauherrenpreis) auf.

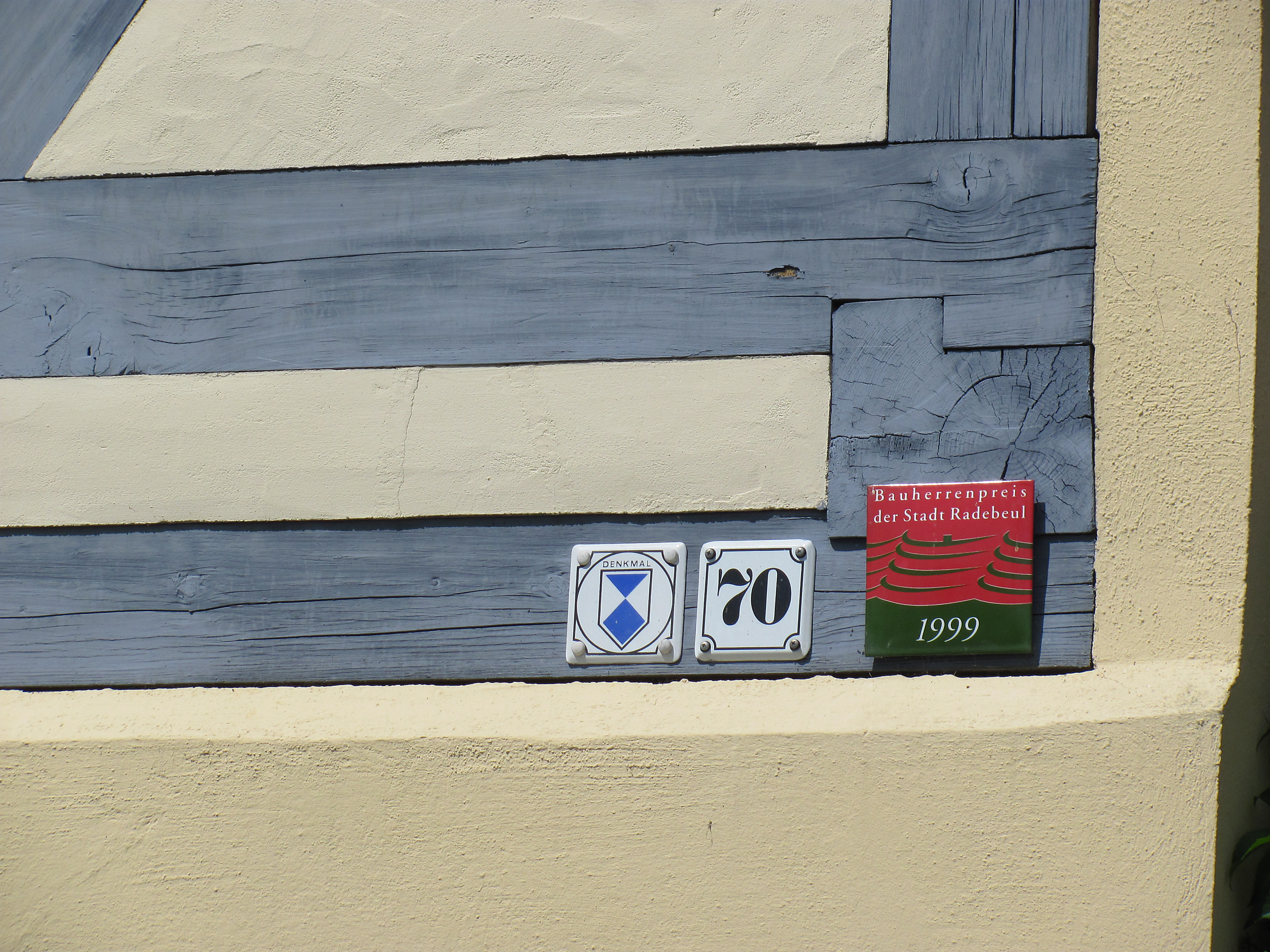
Radebeuler Bauherrenpreisplakette (rechts) an einem sächsischen Kulturdenkmal (links)

## Einleitung
Der Preis wird für „beispielhafte Leistungen“ in den Kategorien Bauen im Bestand (sowohl denkmalgeschützt als auch nicht) und Neubau sowie Garten- und Platzgestaltung vergeben, weitere Kategorien wie Sonderkategorien kann die Jury von vornherein ausloben oder im Bewertungsverfahren festlegen, daneben können Würdigungen und Anerkennungen ausgesprochen werden. Anerkennungen werden in den üblichen Kategorien ausgesprochen, sie entsprechen damit im Prinzip einem Zweiten Platz, der teilweise erst nach einem schwer zu entscheidenden Kopf-an-Kopf-Rennen entschieden wurde. Sonder-Preise, Sonder-Anerkennungen und Würdigungen werden in der Regel für Einreichungen ausgesprochen, deren Qualitätskriterien nicht in die üblichen Kategorien passen und die damit nicht mit den anderen Einreichungen vergleichbar sind.
Preisträger ist die Bauherrschaft eines bestimmten Objektes, die hier in der Liste jedoch nicht benannt wird, nicht das damit verbundene Bauwerk.
Neben einer Dotierung und einer Urkunde wird eine Plakette verliehen, die am Preisträgerobjekt angebracht werden kann. Zu diesem geschützten Signum, das „die Auszeichnung des Gebäudes nach außen kenntlich macht“, heißt es: „‚In den Raum greifende Aufwölbungen und raumbildende Mulden ergeben die großangelegte Plastik der Lößnitzer Hügelkette …‘" beschrieb Karl Kröner 1954 ‚Gestalt und Wirkung‘ der Lößnitzlandschaft. Die ‚ereignislose Romantik‘, die ‚verhaltene Melancholie‘ als Wesenszüge dieser Landschaft hat der Grafiker Matthias Kratzschmer in seinem Entwurf aufgegriffen und sinnlich ergreifend umgesetzt.“
Zusätzlich wird durch das Publikum, das ein bis zwei Wochen vor der Preisvergabe in einer Ausstellung alle eingereichten Vorschläge begutachten kann, in den festgelegten Kategorien jeweils ein Publikumspreis vergeben.
Die Stadt Radebeul erließ eine Satzung zur Vergabe des Bauherrenpreises. Die Jury ist danach paritätisch mit sechs Mitgliedern aus dem Stadtrat und der Stadtverwaltung sowie sechs Mitgliedern aus dem gemeinnützigen verein für denkmalpflege und neues bauen radebeul besetzt. Vor diesem Hintergrund wurde die Vergabe des Preises an Bauwerke, deren Bauherr die Stadt Radebeul selbst ist, im Jahr 2009 kritisch reflektiert. Gesetzt als Jurymitglieder sind per Satzung der Vereinsvorsitzende sowie der 1. Bürgermeister (Baubürgermeister). Ziel ist „die Förderung der Erhaltung des besonderen Charakters der Stadt Radebeul, insbesondere [auch] die Bewahrung der Lößnitzarchitektur, verstanden als Einheit von Architektur und Landschaft“, wie es die Satzung des Vereins vorgibt. Die „Eigenart“ der „Architektur der Lößnitzorte“ wird in der vorliegenden Denkmaltopografie beschrieben.
Der Bauherrenpreis wurde von 1997 bis 2011 jährlich, jeweils im November, vergeben. Seit der Auslobung des städtebaulichen Moritz-Ziller-Preises für Stadtgestaltung der Stadt Radebeul 2010, der in der Regel alle drei Jahre verliehen werden soll, wird auch der Bauherrenpreis auf einen größeren Abstand umgestellt, um beide Preise zu entkoppeln. Er wurde daher für 2012 und 2014 ausgesetzt.
Im Zweiten Bericht zur Baukultur des Bundesministeriums für Verkehr, Bau und Stadtentwicklung von 2005 wurde der Bauherrenpreis der Stadt Radebeul als Best Practice aufgeführt.
Einige Bauherrenpreisverleihungen wurden durch die Beteiligung sächsischer Prominenz aufgewertet, so 2002 (Staatsminister des Inneren Horst Rasch), 2003 (Landeskonservatorin Rosemarie Pohlack), 2004 (Staatsminister für Wissenschaft und Kunst Matthias Rößler), 2006 (Staatsminister des Inneren Albrecht Buttolo), 2007 (Landrat Arndt Steinbach) und 2011 (Vorstandsvorsitzender der Sparkasse Meißen Rolf Schlagloth). Auch der Radebeuler Oberbürgermeister Bert Wendsche und verschiedene Stadtratsmitglieder unterstützen regelmäßig die Veranstaltung. Viele der Laudationen wurden auch von dem langjährigen Vereinsvorsitzenden Thomas Gerlach gehalten.
Das langjährige Vereins- und Jurymitglied, der ehemalige Landeskonservator Heinrich Magirius, nahm im Rahmen der Bauherrenpreisverleihung 2010 die Ehrenmitgliedschaft im verein für denkmalpflege und neues bauen radebeul an.
Die Verleihungen fanden an unterschiedlichen Orten statt, unter anderem in Schloss Wackerbarth (10-jähriges Jubiläum), der Erlebnisbibliothek im Bahnhof Radebeul Ost, dem Verwaltungs-, Geschäfts- und Wohngebäude der Sparkasse Kötzschenbroda (heute Sparkasse Radebeul-West), der Sparkasse Radebeul-Mitte und der Stadtgalerie (Dreiseithof Altkötzschenbroda 21).
In der Liste der Straßen und Plätze in Radebeul sowie deren Stadtteillisten sind auch die Bauherrenpreis-Adressen eingetragen, sodass die Einbindung dieser Bauwerke in ihre denkmalgeschützte Nachbarschaft angesehen werden kann.

## Legende
Die in der Tabelle verwendeten Spalten listen die im Folgenden erläuterten Informationen auf:
- Koordinaten, Name: Die Sortierung der angegebenen Koordinaten erfolgt innerhalb der Tabelle aufgrund der Erstreckung der Stadt entlang der Meißner Straße in west-östlicher Richtung.
- Adresse: Heutige Straßenadresse (Ausgangssortierung).

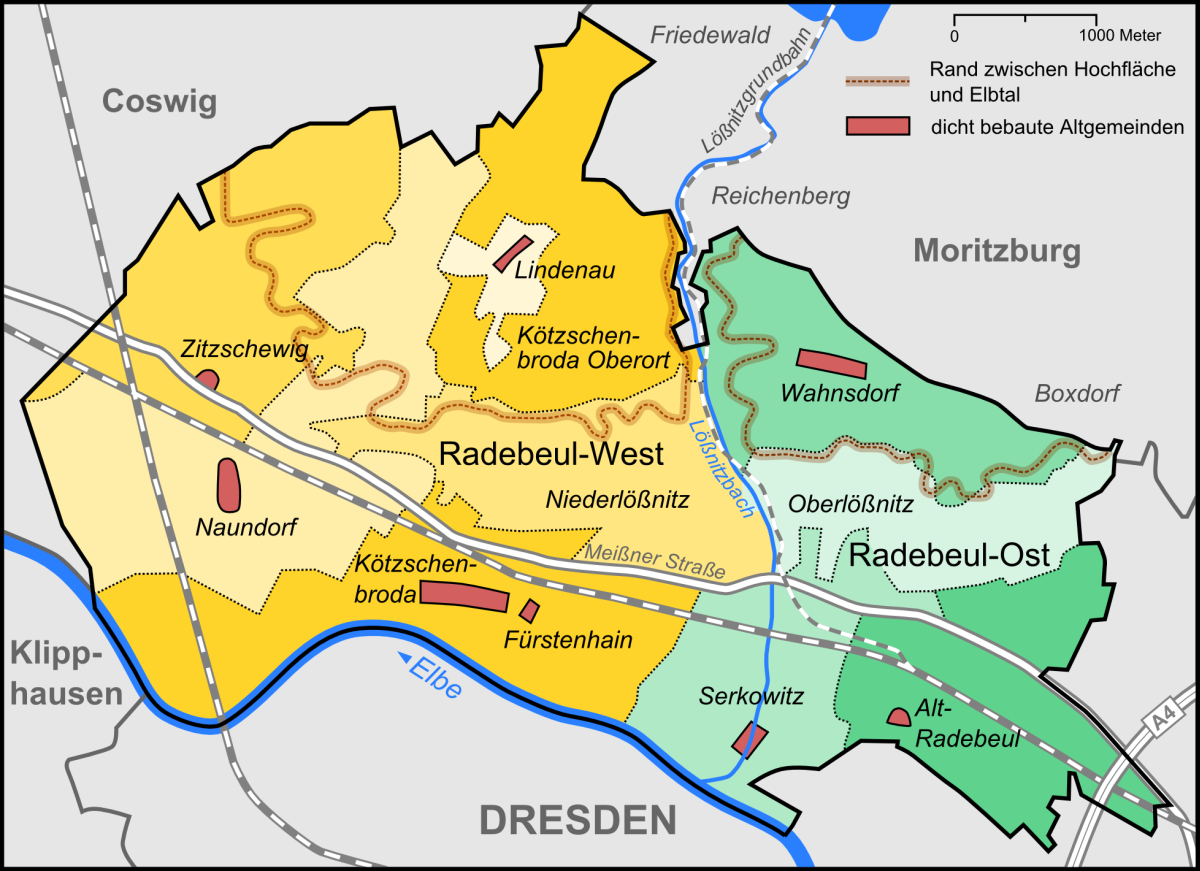
Übersicht über die Lage der Radebeuler Stadtteile

- Stt.: Abkürzung für Stadtteil, so wie in der nebenstehenden Karte dargestellt.
  - FUE: Fürstenhain
  - KOE: Kötzschenbroda
  - KOO: Kötzschenbroda-Oberort
  - LIN: Lindenau
  - NAU: Naundorf
  - NDL: Niederlößnitz
  - OBL: Oberlößnitz
  - RAD: Alt-Radebeul
  - SER: Serkowitz
  - WAH: Wahnsdorf
  - ZIT: Zitzschewig
- Kategorien für Art des Objekts
  - Altbau, auch Denkmale, Bauen im Bestand
  - Neubau
  - Grün- und Freiflächen, Außenanlagen
- Kategorien für Art der Würdigung
  - Bauherrenpreis
  - Sonderpreis, Sonder-Anerkennung oder besondere Würdigung
  - Anerkennung
- Datum: Besondere Baujahre, so weit bekannt oder ableitbar, teilweise auch Datum der Ersterwähnung der Liegenschaft.
- Baumeister, Architekten: Baumeister, Architekten und weitere Kunstschaffende.
- BHP, Denkmalumfang, Bemerkung: Datum des Bauherrenpreises. Nähere Erläuterung über den Denkmalstatus, Umfang der Liegenschaft und ihre Besonderheiten.[8]
- Kürzelverzeichnis:
  - BD: Das Objekt ist ein Baudenkmal.
  - SG: Das Objekt ist Teil einer denkmalpflegerischen Sachgesamtheit.
  - WLG: Das Objekt ist ein Werk der Landschafts- und Gartengestaltung.
  - DNA: Das Objekt hat eine denkmalpflegerische Nebenanlage.
- Bild: Foto des Hauptobjekts.

## Bauherrenpreise, Würdigungen und Anerkennungen
| Koordinaten, Name                                             | Adresse                                        | Stt. | Kat.!      | Preis          | Datum                                                            | Baumeister, Architekten | Denkmalumfang, Bemerkung | Bild                                                                                                  |
| ------------------------------------------------------------- | ---------------------------------------------- | ---- | ---------- | -------------- | ---------------------------------------------------------------- | --- | --- | --- |
| Hirtenhaus                                                    | Altkötzschenbroda 70                           | KOE  | Altbau     | Sonderpreis    | vermutlich Ende 17. Jh., evtl. 1. H. 19. Jh., 1998/99            | Gabriele Schirmer | BHP 1999. Kategorie: Sonderpreis Städtebaulicher Denkmalschutz. BD. Hirten- und Armenhaus, vermutlich Ende des 17. Jh. erbaut, 1998/99 saniert. Die Bauherren gewannen im Folgejahr mit ihrem Bauerngarten. | Ehemaliges Hirtenhaus                                                                                 |
| Bauerngarten des Hirtenhauses                                 | Altkötzschenbroda 70                           | KOE  | Grünfläche | Sonderpreis    | vermutlich Ende 17. Jh., evtl. 1. H. 19. Jh., 1999/2000          | Kerstin Dietze | BHP 2000. Kategorie: Sonderpreis für Freiflächen- und Gartengestaltung. BD. Hirten- und Armenhaus, vermutlich Ende des 17. Jh. erbaut, 1998/99 saniert. Die Bauherren gewannen im Vorjahr mit ihrem Gebäude. | Garten des ehemaliges Hirtenhaus                                                                      |
| Bauerngarten – Dorfanger Altzitzschewig                       | Altzitzschewig                                 | ZIT  | Grünfläche | Sonderpreis    | bis 2003                                                         | | BHP 2003. Kategorie: Sonderpreis für Freiflächen- und Gartengestaltung. | Dorfanger von Zitzschewig, mit dem ausgezeichneten Bauerngarten                                       |
| Zweiseithof Altzitzschewig 7                                  | Altzitzschewig 7                               | ZIT  | Altbau     | Anerkennung    | Anfang 19. Jh., 1890                                             | F. A. Bernhard Große (Wiederaufbau Scheune) | BHP 2001. Anerkennung in der Kategorie Denkmalsanierung. BD. Wohnstallhaus und Scheune eines Bauernhofs | Zweiseithof Altzitzschewig 7                                                                          |
| Dreiseithof Altzitzschewig 8                                  | Altzitzschewig 8                               | ZIT  | Altbau     | Anerkennung    | 1836, 1890, 1919                                                 | Moritz Große (Wiederaufbau Scheune), Alfred Große (Umbau)                                                                                       | BHP 2001. Anerkennung in der Kategorie Denkmalsanierung. BD. Wohnstallhaus, Seitengebäude und Scheune eines Bauernhofs | (Mitte)                                                                                               |
| Historischer Güterboden                                       | Am alten Güterboden 4                          | RAD  | Altbau     | Bauherrenpreis | bis 2006                                                         | SAI Scharrer | BHP 2006. Kategorie: Gewerbliche und Öffentliche Bauwerke / Sonderlösungen. BD. Die Erlebnisbibliothek im Bahnhofs-Empfangsgebäude wurde 2002 ausgezeichnet. | Bahnhof Radebeul Ost: Alter Güterboden; Kopfbau, rechts Halle                                         |
| Landhaus Am Bornberge 5                                       | Am Bornberge 5                                 | KOE  | Altbau     | Bauherrenpreis | um 1850, 1887/88, 1912, 1999/2000                                | | BHP 2000. Kategorie: Denkmalsanierung. BD. Landhaus mit Einfriedung und gepflasterter Zufahrt. | Landhaus Am Bornberge 5                                                                               |
| Wohnhaus Am Jacobstein 14                                     | Am Jacobstein 14                               | NDL  | Neubau     | Anerkennung    | vor 2005                                                         | | BHP 2005. Anerkennung in der Kategorie Neues Bauen. | Wohnhaus Am Jacobstein 14                                                                             |
| Haus Fliegenwedel                                             | Am Jacobstein 40                               | NDL  | Altbau     | Bauherrenpreis | 1674 Fliegenwedel, 1680, 1750, 1862, 1984–95                     | Werner Hößelbarth | BHP 1998. Kategorie: Sanierung, Rang 1. BD WLG. Barockes Winzerhaus, ehemals mit Jacobstein und Weinberg Fliegenwedel. Im Dehio 1996 erwähnt. | Haus Fliegenwedel vor dem gleichnamigen Weinberg                                                      |
| Wohnhaus An den Brunnen 12                                    | An den Brunnen 12                              | KOO  | Altbau     | Bauherrenpreis | nach 1919, 2000/01                                               | SAI Scharrer | BHP 2001. Kategorie: Altbausanierung. | Wohnhaus An den Brunnen 12                                                                            |
| Armenhaus Oberlößnitz                                         | An der Jägermühle 12                           | OBL  | Altbau     | Sonderpreis    | wohl Mitte 19. Jh., 1996–98                                      | Martin Boden-Peroche | BHP 1998. Kategorie: Sonderpreis Kreativer Umgang mit alter Bausubstanz. Armenhaus, vermutlich Mitte des 19. Jh. erbaut, 1996–98 saniert. | Ehemaliges Armenhaus Oberlößnitz                                                                      |
| Garten des Zweiseithofs An der Unterführung 5                 | An der Unterführung 5                          | NAU  | Grünfläche | Sonderpreis    | um 1800, 1868, 2000                                              | Moritz Große (Scheune) | BHP 2001. Kategorie: Sonderpreis für Freiflächen- und Gartengestaltung. BD. Wohnstallhaus und Scheune eines kleinen Hofs. | Garten des Zweiseithofs An der Unterführung 5                                                         |
| Wohnhaus An der Wilhelmshöhe 3                                | An der Wilhelmshöhe 3                          | WAH  | Neubau     | Bauherrenpreis | vor 2004                                                         | Tilo Kempe | BHP 2004. Kategorie: Neues Bauen. | Wohnhaus An der Wilhelmshöhe 3                                                                        |
| Wohnhaus Auf den Ebenbergen 39                                | Auf den Ebenbergen 39                          | NAU  | Neubau     | Bauherrenpreis | vor 2009                                                         | Volker Röhricht | BHP 2009. Kategorie: Neues Bauen. | Wohnhaus Auf den Ebenbergen 39                                                                        |
| Freianlagen zum Wohnpark Augustusweg 25/25a/25b               | Augustusweg 25/25a/25b                         | SER  | Grünfläche | Bauherrenpreis | vor 2009                                                         | Kerstin Dietze | BHP 2009. Kategorie: Freiflächengestaltung. | Freianlagen zum Wohnpark Augustusweg 25/25a/25b                                                       |
| Villa Sommer                                                  | Augustusweg 44                                 | OBL  | Altbau     | Bauherrenpreis | 1900                                                             | Oskar Menzel | BHP 2016. Kategorie: Bauen im Bestand. BD. Villa mit Park und Einfriedung. Im Dehio 1996 erwähnt. | Villa Sommer                                                                                          |
| Haus Sorgenfrei                                               | Augustusweg 48                                 | OBL  | Altbau     | Sonderpreis    | frühes 18. Jh., 1783–89, 1994–99                                 | Johann August Giesel, Hans-Henning Hanson | BHP 2000. Kategorie: Sonderpreis Sanierung eines kulturhistorisch wertvollen Ensembles. BD WLG. Herrensitz mit schlossartigem Herrenhaus (Zopfstil). Besitzer, Bewohner: Christian Friedrich von Gregory, Alfred Tischer, Erhard Hippold, Gussy Hippold-Ahnert, Rudolf Pätzold. Im Dehio 1996 beschrieben.                              | Herrenhaus mit Turmaufbau                                                                             |
| Wohnhaus Bahnhofstraße 4                                      | Bahnhofstraße 4                                | KOE  | Altbau     | Anerkennung    | vor 2005                                                         | | BHP 2005. Anerkennung in der Kategorie Sanierung, Umbau und Erweiterung von Altbauten. | Wohnhaus Bahnhofstraße 4                                                                              |
| Villa Walter                                                  | Bennostraße 23                                 | OBL  | Altbau     | Anerkennung    | 1873/74, vor 2007                                                | Gebrüder Ziller | BHP 2007. Anerkennung in der Kategorie Denkmalpflegerische Instandsetzung. BD. Mietshaus | Villa Walter                                                                                          |
| Villa Anna Zischer                                            | Bennostraße 29                                 | OBL  | Altbau     | Bauherrenpreis | 1873, 1897/98, 1999/2000                                         | Gebrüder Ziller, Tilo Kempe | BHP 2000. Kategorie: Denkmalsanierung. BD WLG. Villa mit Anbau, Garten und Einfriedung. | Villa Anna Zischer, von der Weinbergstraße aus                                                        |
| Bischofspresse                                                | Bischofsweg 1                                  | ZIT  | Altbau     | Bauherrenpreis | nach 1676, 1773, 1998–2004                                       | Nikolaus Wagner | BHP 2005. Kategorie: Denkmalpflegerische Instandsetzung. BD. Winzerhaus und ehemaliges Presshaus. Im Dehio 1996 erwähnt. | Winzerhaus der Bischofspresse                                                                         |
| Villa Korea                                                   | Blumenstraße 6                                 | NDL  | Altbau     | Bauherrenpreis | 1897/98                                                          | Adolf Neumann | BHP 2022. Kategorie: Denkmalpflege und Sanierung. BD. Mietvilla mit Einfriedung. | Villa Korea                                                                                           |
| Villa Ernst Louis Kempe                                       | Bodelschwinghstraße 8                          | NDL  | Altbau     | Bauherrenpreis | 1904/05, 1994–96                                                 | Ernst Claus, Werner Hößelbarth | BHP 1997. Kategorie: Sanierung, Rang 3. BD DNA. Villa mit Garten, Einfriedungsmauer mit Zaun und Tor. „Eine der besten Jugendstilvillen Radebeuls“. | Villa Ernst Louis Kempe                                                                               |
| Wohnhaus Borstraße 3a                                         | Borstraße 3a                                   | NDL  | Neubau     | Bauherrenpreis | vor 2005                                                         | | BHP 2005. Kategorie: Neues Bauen. | Wohnhaus Borstraße 3a                                                                                 |
| Garten des Wohnhauses Borstraße 3a                            | Borstraße 3a                                   | NDL  | Grünfläche | Anerkennung    | vor 2006                                                         | | BHP 2006. Anerkennung in der Kategorie Gärten, Außenanlagen und Freiflächen. | Garten Borstraße 3a                                                                                   |
| Katholisches Pfarramt                                         | Borstraße 11                                   | NDL  | Altbau     | Anerkennung    | 1876–78, 1927/28, 1939, vor 2005                                 | Gebrüder Ziller, Max Czopka (Entwurf Modernisierung), Franz Jörissen (Einbau Kapelle, Modernisierung)                                           | BHP 2005. Anerkennung in der Kategorie Gewerbliche / Öffentliche Bauwerke. BD. Villa mit kath. Kapelle | Katholisches Pfarramt, links die Kante der Kirche Christus König                                      |
| Wohnhaus Coswiger Straße 5                                    | Coswiger Straße 5                              | NAU  | Neubau     | Bauherrenpreis | vor 2022                                                         | | BHP 2022. Kategorie: Neubau. | Wohnhaus Coswiger Straße 5                                                                            |
| Wohnstallhaus Coswiger Straße 23                              | Coswiger Straße 23                             | ZIT  | Altbau     | Bauherrenpreis | 1827, 2006                                                       | SAI Scharrer | BHP 2008. Kategorie: Bauen im Bestand. BD. Wohnstallhaus, heute Restaurant und Pension Charlotte K. Der Bauherr gewann auch 2003 mit dem Systemholzhaus Knollenweg 8. | Wohnstallhaus Coswiger Straße 23                                                                      |
| Garten der Villa Eduard-Bilz-Straße 35                        | Eduard-Bilz-Straße 35                          | OBL  | Grünfläche | Bauherrenpreis | 1880, vor 2011                                                   | Gebrüder Ziller | BHP 2011. Kategorie: Garten- und Freiflächengestaltung. BD. Landhausartige Villa | Garten der Villa Eduard-Bilz-Straße 35                                                                |
| Villa Falkenstein                                             | Eduard-Bilz-Straße 44                          | OBL  | Altbau     | Bauherrenpreis | 1888, 1996/97                                                    | Gebrüder Ziller, Frank Mehnert & Udo Scholz | BHP 1998. Kategorie: Sanierung, Rang 2. BD. Villa, mit Pfeilern der Einfriedung und zwei Plastiken an der Eingangstreppe. Erwähnung im Dehio. | Villa Falkenstein                                                                                     |
| Villa Sonnenhof                                               | Eduard-Bilz-Straße 46                          | OBL  | Altbau     | Bauherrenpreis | 1885/86, vor 2010                                                | Gebrüder Ziller | BHP 2010. Kategorie: Bauen im Bestand. BD WLG. Villa mit Einfriedung und Garten. | Villa Sonnenhof                                                                                       |
| Industriebau Forststraße 3                                    | Forststraße 3                                  | RAD  | Neubau     | Bauherrenpreis | vor 2003                                                         | SAI Scharrer | BHP 2003. Kategorie: Neues Bauen. | Werkzeugbau Sachse                                                                                    |
| Plakatfabrik Ellerhold                                        | Friedrich-List-Straße 4                        | NAU  | Neubau     | Anerkennung    | vor 2004                                                         | | BHP 2004. Anerkennung in der Kategorie Öffentliche / Gewerbliche Bauten. Das Preisgeld wurde von der Bauherrin spontan für die Aufarbeitung von Chronos und die Trauernde gestiftet. | Plakatfabrik Ellerhold                                                                                |
| Verwaltungsgebäude LTB Leitungsbau                            | Friedrich-List-Straße 27                       | NAU  | Neubau     | Bauherrenpreis | 2015                                                             | | BHP 2016. Kategorie: Neubau. Fabrikbau | Verwaltungsgebäude LTB Leitungsbau                                                                    |
| König & Bauer AG, Werk Radebeul                               | Friedrich-List-Straße 47                       | NAU  | Altbau     | Bauherrenpreis | 1910er Jahre, 1960–74, vor 2008                                  | IPRO, Ulrich Krüger | BHP 2008. Kategorie: Bauen im Bestand. | König & Bauer AG, Werk Radebeul                                                                       |
| Sarrasanihaus                                                 | Gartenstraße 54                                | RAD  | Altbau     | Anerkennung    | vor 1902                                                         | | BHP 2004. Anerkennung in der Kategorie Altbausanierung. In dem Gebäude baute Hans Stosch-Sarrasani sen. 1902 sein Zirkusunternehmen Sarrasani auf. | Sarrasanihaus in Radebeul mit einem Bild von Hans Stosch-Sarrasani sen. in seinem Maharadschakostüm   |
| Villa Emma                                                    | Gradsteg 51                                    | NDL  | Altbau     | Sonderpreis    | 1890, 1922, 1995/96                                              | Frank Mehnert | BHP 1997. Kategorie: Sonderpreis Kreativer Umgang mit alter Bausubstanz. Stadtvilla. Nach 1900 wohnte dort der Schriftsteller Baron Alexander de Guillerville | Villa Gradsteg 51                                                                                     |
| Paul-Grosse-Passage                                           | Hauptstraße 13–15                              | RAD  | Neubau     | Anerkennung    | 2006                                                             | Frank Mehnert & Dirk Georgi | BHP 2007. Anerkennung in der Kategorie Gewerbliche und Öffentliche Bauwerke / Sonderlösungen. An der Straße steht das denkmalgeschützte Wohn- und Geschäftshaus Hauptstraße 15. | Paul-Grosse-Passage                                                                                   |
| Wohnhaus Heinrich-Zille-Straße 29a                            | Heinrich-Zille-Straße 29a                      | NDL  | Neubau     | Bauherrenpreis | 2002                                                             | Tilo Kempe | BHP 2002. Kategorie: Neubau. | Wohnhaus Heinrich-Zille-Straße 29a                                                                    |
| Wohnhaus Heinrich-Zille-Straße 36                             | Heinrich-Zille-Straße 36                       | NDL  | Neubau     | Bauherrenpreis | 1994/95                                                          | Frank Mehnert | BHP 1997. Kategorie: Neues Bauen, Rang 3. | Wohnhaus Heinrich-Zille-Straße 36                                                                     |
| Villa Fiedler                                                 | Hellerstraße 9                                 | RAD  | Altbau     | Sonderpreis    | um 1900, vor 2006                                                | | BHP 2006. Besondere Würdigung für besondere restauratorische Leistungen im Innenbereich. BD. Mietshaus, ehemals mit Läden, in Ecklage. | Wohn- und Geschäftshaus Hellerstraße 9                                                                |
| Villa Hohe Straße 37                                          | Hohe Straße 37                                 | NDL  | Altbau     | Anerkennung    | vor 2007                                                         | | BHP 2007. Anerkennung in der Kategorie Sanierung, Umbau und Erweiterung von Altbauten. Villa. Bewohner: Thea von Harbou | Villa Hohe Straße 37                                                                                  |
| Wohnhaus Horst-Viedt-Straße 18                                | Horst-Viedt-Straße 18                          | NDL  | Neubau     | Bauherrenpreis | vor 2013                                                         | Eckhard Koch | BHP 2013. Kategorie: Neues Bauen. | Wohnhaus Horst-Viedt-Straße 18                                                                        |
| Wohnhaus Horst-Viedt-Straße 20a                               | Horst-Viedt-Straße 20a                         | NDL  | Neubau     | Anerkennung    | vor 2006                                                         | | BHP 2006. Anerkennung in der Kategorie Neues Bauen. | Wohnhaus Horst-Viedt-Straße 20a                                                                       |
| Mietvilla Humboldtstraße 5                                    | Humboldtstraße 5                               | NDL  | Altbau     | Bauherrenpreis | 1896/97, 1995/96                                                 | Gebrüder Große, Gunter Herrmann | BHP 1997. Kategorie: Sanierung, Rang 2. BD. Mietvilla mit Einfriedung. | Mietvilla Humboldtstraße 5                                                                            |
| Wohnhaus Humboldtstraße 9                                     | Humboldtstraße 9                               | NDL  | Neubau     | Bauherrenpreis | 2005/06                                                          | Michael Hümmeler | BHP 2006. Kategorie: Neues Bauen. | Wohnhaus Humboldtstraße 9                                                                             |
| Doppelhaus Johannesstraße 6/6a                                | Johannesstraße 6/6a                            | NDL  | Neubau     | Bauherrenpreis | bis 1997                                                         | Volker Röhricht | BHP 1998. Kategorie: Neues Bauen, Rang 3. | Doppelhaus Johannesstraße 6/6a                                                                        |
| Wohnhaus Johannisbergstraße 5                                 | Johannisbergstraße 5                           | NAU  | Altbau     | Bauherrenpreis | 1899, 2009–2019                                                  | | BHP 2019. Kategorie: Bauen im Bestand. | Wohnhaus Johannisbergstraße 5                                                                         |
| Parkanlage Karl-May-Hain                                      | gegenüber Karl-May-Straße 5, Schildenstraße 13 | RAD  | Grünfläche | Bauherrenpreis | 1897, 1932, 2018                                                 | | BHP 2019. Kategorie: Grün- und Freiflächengestaltung. Die Parkanlage Karl-May-Hain verbindet den sanierten Karl-May-Hain mit einem Spielplatz am östlich gelegenen Weinausschank Schildenstraße 13 bis hin zu einem neuen Eingang an der Schildenstraße.                                                                                | Spielplatz an der Schildenstraße                                                                      |
| Neues Gemeindehaus der Lutherkirche                           | Kirchplatz 1/2                                 | RAD  | Neubau     | Bauherrenpreis | 2018                                                             | | BHP 2019. Kategorie: Neubau. Neues Gemeindehaus der Lutherkirche | Neues Gemeindehaus der Lutherkirche                                                                   |
| Systemholzhaus Knollenweg 8                                   | Knollenweg 8                                   | NAU  | Altbau     | Bauherrenpreis | nach 1936, vor 2003                                              | SAI Scharrer | BHP 2003. Kategorie: Altbausanierung. Carl Pfeiffers Wächterberg mit Wohnhaus. Der Bauherr gewann auch 2008 mit dem Wohnstallhaus Coswiger Straße 23. | Carl Pfeiffers Wächterberg mit Wohnhaus                                                               |
| Neubau Kottenleite 37                                         | Kottenleite 37                                 | KOO  | Neubau     | Anerkennung    | vor 2001                                                         | | BHP 2001. Anerkennung in der Kategorie Neues Bauen. | Neubau Kottenleite 37                                                                                 |
| Hausgarten Kötzschenbrodaer Straße 145                        | Kötzschenbrodaer Straße 145                    | KOE  | Grünfläche | Bauherrenpreis | vor 2007                                                         | | BHP 2007. Kategorie: Gärten, Außenanlagen und Freiflächen. Der Garten liegt hauptsächlich hinter dem Haus. | Garten Kötzschenbrodaer Straße 145                                                                    |
| Wohnhaus Kötzschenbrodaer Straße 182                          | Kötzschenbrodaer Straße 182                    | KOE  | Altbau     | Bauherrenpreis | 1896, vor 2007                                                   | | BHP 2007. Kategorie: Sanierung, Umbau und Erweiterung von Altbauten. | Wohnhaus Kötzschenbrodaer Straße 182                                                                  |
| Villa Oskar Möbius                                            | Lindenaustraße 9                               | NDL  | Altbau     | Anerkennung    | 1907/08, vor 2004                                                | Oskar Möbius, Alfred Große (Bau) | BHP 2004. Anerkennung in der Kategorie Denkmalsanierung. BD. Villa mit Nebengebäude und Einfriedung. Villenkolonie Altfriedstein | Villa Oskar Möbius                                                                                    |
| Villa Annabella                                               | Lößnitzgrundstraße 43                          | WAH  | Altbau     | Bauherrenpreis | 1896–98, 1934, 2001                                              | Hans Wallbaum, Tilo Kempe | BHP 2002. Kategorie: Denkmalsanierung. BD. Villa am Hang und Stützmauer. | Villa Annabella                                                                                       |
| Villa Ludwig-Richter-Allee 17                                 | Ludwig-Richter-Allee 17                        | NDL  | Altbau     | Bauherrenpreis | 1888/89, vor 2004                                                | Adolf Neumann | BHP 2004. Kategorie: Denkmalsanierung. BD. Villa mit Umfriedung, „markanter klassizistischer Bau mit giebelbekröntem Risalit“. | Villa Ludwig-Richter-Allee 17                                                                         |
| Industriegebäude Meißner Straße 15                            | Meißner Straße 15                              | RAD  | Neubau     | Bauherrenpreis | vor 2007                                                         | Klinkenbusch & Kunze | BHP 2007. Kategorie: Gewerbliche und Öffentliche Bauwerke/Sonderlösungen. | Industriegebäude Meißner Straße 15                                                                    |
| Laboratoriumsgebäude Meißner Straße 37                        | Meißner Straße 37                              | RAD  | Altbau     | Bauherrenpreis | um 1910, 2021                                                    | | BHP 2022. Kategorie: Denkmalpflege und Sanierung. BD. Ehemaliges Laboratoriumsgebäude Chemische Fabrik v. Heyden | Laboratoriumsgebäude Meißner Straße 37                                                                |
| Landesbühnen Sachsen, Gasthof „Goldene Weintraube“            | Meißner Straße 152                             | NDL  | Altbau     | Bauherrenpreis | 1713 Huttermannscher Weinberg, 1815 Konzession, 1847, 1950, 2001 | Gebrüder Kießling (Umbau) | BHP 2005. Kategorie: Gewerbliche/Öffentliche Bauwerke. 1839 Gründungslokal der Gemeinde Niederlößnitz. Besitzer: Friedrich Wilhelm Eisold. Die seit 1945 in Gittersee spielende Truppe zog 1950 nach Radebeul in sein heutiges Stammhaus in der Goldenen Weintraube.                                                                    | Stammhaus in Radebeul-Mitte                                                                           |
| Villa Meißner Straße 296                                      | Meißner Straße 296                             | KOE  | Altbau     | Bauherrenpreis | 1892–94, 2000                                                    | Moritz Große | BHP 2001. Kategorie: Denkmalsanierung. BD. Mietvilla. | Villa Meißner Straße 296                                                                              |
| Mohrenhaus                                                    | Moritzburger Straße 51                         | NDL  | Altbau     | Sonderpreis    | 1544, 17. Jh. Mohrenköpfe, 1819, 1868–71, 1910–12, vor 2006      | Gebrüder Ziller (Umbau) | BHP 2006. Besondere Würdigung für die denkmalgerechte Sanierung des Mohrenhauses und dessen Erhaltung als öffentliche Kinder- und Jugendeinrichtung. BD DNA. Herrenhaus. Besitzer: Familie von Schonbergk, Familie von Bose, Alwin Bauer                                                                                                | Mohrenhaus                                                                                            |
| Landhaus Bernhard Kraetzner                                   | Mozartstraße 6                                 | SER  | Altbau     | Anerkennung    | 1910                                                             | Gebrüder Ziller (Entwurf Max Steinmetz) | BHP 2003. Anerkennung in der Kategorie Denkmalsanierung. BD. Villa. | Landhaus Bernhard Kraetzner                                                                           |
| Dreifamilienhaus Neufriedstein 3a                             | Neufriedstein 3a                               | NDL  | Altbau     | Bauherrenpreis | um 1890, vor 2002                                                | Hans-Jürgen Hauswald & Dieter Thomas | BHP 2002. Kategorie: Altbausanierung. | Dreifamilienhaus Neufriedstein 3a                                                                     |
| Hausgarten Nizzastraße 35                                     | Nizzastraße 35                                 | SER  | Grünfläche | Bauherrenpreis | vor 2004                                                         | | BHP 2004. Kategorie: Gartengestaltung. | Hausgarten Nizzastraße 35                                                                             |
| Empfangs- und Tagungsgebäude Obere Bergstraße 1               | Obere Bergstraße 1                             | NDL  | Neubau     | Sonderpreis    | 1998/99                                                          | Stephan Hänel | BHP 2001. Kategorie: Sonderpreis für öffentliche Bauten. | Empfangs- und Tagungsgebäude Obere Bergstraße 1                                                       |
| Wohnhaus Obere Bergstraße 5                                   | Obere Bergstraße 5                             | NDL  | Neubau     | Bauherrenpreis | vor 2007                                                         | | BHP 2007. Kategorie: Neues Bauen. | Wohnhaus Obere Bergstraße 5                                                                           |
| Minckwitzsches Weinberghaus, Oberes Lusthaus, Großer Pavillon | Obere Bergstraße 30a                           | NDL  | Altbau     | Bauherrenpreis | 1412 Altenberg, 1729, 1990er Jahre                               | Volker Röhricht | BHP 1997. Kategorie: Sanierung, Rang 1. BD SG WLG. Besitzer, Bewohner: Heinrich Henning August von Bredow, Familie von Minckwitz, Paul Wilhelm. Im Dehio 1996 beschrieben. | Minckwitzsches Weinberghaus                                                                           |
| Villa Barbara                                                 | Obere Bergstraße 57                            | NDL  | Altbau     | Bauherrenpreis | 1879/80, 1998–2004                                               | | BHP 2004. Kategorie: Altbausanierung. Denkmalschutz bereits vor Sanierung aufgehoben. Villa mit Villengarten. | Villa Barbara                                                                                         |
| Garten Villa Barbara                                          | Obere Bergstraße 57                            | NDL  | Grünfläche | Anerkennung    | 1879/80, 1998–2004                                               | | BHP 2004. Anerkennung in der Kategorie Gartengestaltung. Denkmalschutz bereits vor Sanierung aufgehoben. Villa mit Villengarten. | Villa Barbara                                                                                         |
| Neubau Obere Bergstraße 71                                    | Obere Bergstraße 71                            | NDL  | Neubau     | Anerkennung    | vor 2004                                                         | | BHP 2004. Anerkennung in der Kategorie Neues Bauen. | Neubau Obere Bergstraße 71                                                                            |
| Haus Richter                                                  | Obere Bergstraße 84                            | NDL  | Neubau     | Bauherrenpreis | 1997/98                                                          | SAI Scharrer | BHP 1998. Kategorie: Neues Bauen, Rang 2. Auf dem Nachbargrundstück der Mietvilla Antonie Welte, deren weitvorstehenden Seitenrisalit das Haus Richter neu interpretiert. | Haus Richter                                                                                          |
| Kinderheim Paradiesstraße 36                                  | Paradiesstraße 36                              | NDL  | Neubau     | Bauherrenpreis | 1998–2000                                                        | Frank Mehnert & Udo Scholz | BHP 2000. Kategorie: Neues Bauen. | Kinderheim Paradiesstraße 36                                                                          |
| Einfamilienhaus Paradiesstraße 54a                            | Paradiesstraße 54a                             | NDL  | Neubau     | Bauherrenpreis | 2000                                                             | Jürgen Fahdt | BHP 2001. Kategorie: Neues Bauen. | Einfamilienhaus Paradiesstraße 54a                                                                    |
| Grundhof, Hoher Berg, Heiterer Blick                          | Paradiesstraße 66, 68                          | NDL  | Altbau     | Sonderpreis    | 1652 Hoher Berg, 1696, 1. H. 19. Jh., 1907–09, 1998/99           | Otto Rometsch, Adolph Suppes, Tilo Kempe, Gunter Herrmann                                                                                       | BHP 1999. Kategorie: Sonderpreis Sanierung eines kulturhistorisch wertvollen Ensembles. BD DNA. Herrschaftliches Anwesen. Ehemaliges Weingut mit Herrenhaus. Besitzer, Bewohner: Hofprediger Christian Ehrgott Raschig, Johann Friedrich Anton Dehne, Otto Suppes, Wilhelm Claus, Karl Kröner, Paul Wilhelm. Im Dehio 1996 beschrieben. | Grundhof, von rechts: Herrenhaus, davor 2 Pavillons, Gartensaal, dahinter nicht sichtbar das Turmhaus |
| Gartenpavillon Pestalozzistraße 5                             | Pestalozzistraße 5                             | RAD  | Grünfläche | Bauherrenpreis | 1897, 2005/06                                                    | | BHP 2006. Kategorie: Gärten, Außenanlagen und Freiflächen. BD. Pavillon. Offener, historisierender Bau auf der Grundstücksecke, „baugeschichtlich und künstlerisch bedeutend sowie singulär“. | Gartenpavillon in der Pestalozzistraße 5                                                              |
| Schillerhort                                                  | Pestalozzistraße 13a                           | RAD  | Neubau     | Bauherrenpreis | 2021                                                             | | BHP 2022. Kategorie: Neubau. | Schillerhort                                                                                          |
| Villa Pestalozzistraße 39                                     | Pestalozzistraße 39                            | SER  | Altbau     | Anerkennung    | 1879/81, vor 2005                                                | Gebrüder Ziller (Entwurf), F. W. Eisold (Bau)                                                                                                   | BHP 2005. Anerkennung in der Kategorie Denkmalpflegerische Instandsetzung. BD. Villenartiges Wohnhaus | Villa Pestalozzistraße 39                                                                             |
| Parkanlage Prof.-Wilhelm-Ring                                 | Prof.-Wilhelm-Ring                             | NDL  | Grünfläche | Bauherrenpreis | nach 1912, 2009/10                                               | Hans-Peter Bender | BHP 2011. Kategorie: Garten- und Freiflächengestaltung. Teil der Villenkolonie Altfriedstein. | Parkanlage Prof.-Wilhelm-Ring                                                                         |
| Villa Schwarze                                                | Prof.-Wilhelm-Ring 26                          | NDL  | Altbau     | Bauherrenpreis | 1907/08                                                          | Adolf Neumann, Frank Mehnert & Udo Scholz | BHP 2003. Kategorie: Denkmalsanierung. BD. Villa mit Einfriedung, Villenkolonie Altfriedstein. | Villa Schwarze                                                                                        |
| Hausgarten Prof.-Wilhelm-Ring 28b                             | Prof.-Wilhelm-Ring 28b                         | NDL  | Grünfläche | Bauherrenpreis | vor 2010                                                         | | BHP 2010. Kategorie: Garten- und Freiflächengestaltung. | Hausgarten Prof.-Wilhelm-Ring 28b                                                                     |
| Mietvilla Rennerbergstraße 12                                 | Rennerbergstraße 12                            | NDL  | Altbau     | Bauherrenpreis | 1898, 1998/99                                                    | | BHP 1999. Kategorie: Denkmalsanierung. BD. Mietvilla. | Mietvilla Rennerbergstraße 12                                                                         |
| Reihenhaus Rennerbergstraße 19/21/23                          | Rennerbergstraße 19/21/23                      | NDL  | Neubau     | Anerkennung    | 1993/94                                                          | Dietmar Kunze & Thilo Hänsel | BHP 1999. Anerkennung in der Kategorie: Neues Bauen. | Reihenhaus Rennerbergstraße 19/21/23                                                                  |
| Atelier- und Wohnhäuser Rietzschkegrund 25                    | Rietzschkegrund 25                             | ZIT  | Neubau     | Bauherrenpreis | 1995–97                                                          | Baarß & Löschner | BHP 1998. Kategorie: Neues Bauen, Rang 1. | Atelier- und Wohnhäuser Rietzschkegrund 25                                                            |
| Robert-Werner-Platz                                           | Robert-Werner-Platz                            | RAD  | Grünfläche | Bauherrenpreis | 1932, 2013                                                       | | BHP 2016. Kategorie: Garten- und Freiflächengestaltung. Stadtplatz. | Robert-Werner-Platz                                                                                   |
| Bauernhof Robert-Werner-Platz 11                              | Robert-Werner-Platz 11                         | RAD  | Altbau     | Bauherrenpreis | 1. Hälfte 19. Jh.                                                | Uwe Risse | BHP 2006. Kategorie: Denkmalpflegerische Instandsetzung. BD. Wohnhaus mit Nebengebäude. | Bauernhof Robert-Werner-Platz 11                                                                      |
| Kurgebäude Schweizerstraße 3                                  | Schweizerstraße 3                              | NDL  | Altbau     | Anerkennung    | 1892, vor 2006                                                   | Adolf Neumann | BHP 2006. Anerkennung in der Kategorie Denkmalpflegerische Instandsetzung. BD. Mietvilla mit Einfriedung | Schweizerstraße 3                                                                                     |
| Bombenopfergrabstätte Friedhof Radebeul-Ost                   | Serkowitzer Straße 33                          | RAD  | Grünfläche | Sonderpreis    | 1890/91, 1928/29, vor 2006                                       | Schilling & Graebner (incl. Kapelle), Max Czopka (Neue Feierhalle)                                                                              | BHP 2006. Besondere Würdigung für die Schaffung einer Stätte des Gedenkens. BD SG WLG. Friedhof u. a. mit dem Bombenopfergrab zur Erinnerung an die 51 Radebeuler Opfer. | Radebeuler Bombenopfergrab, Übersicht                                                                 |
| Erlebnisbibliothek Bahnhof Radebeul Ost                       | Sidonienstraße 1a–c                            | RAD  | Altbau     | Sonderpreis    | 1860, um 1895 vor 2002                                           | Frank Mehnert & Udo Scholz | BHP 2002. Kategorie: Sonderpreis für gewerbliche Bauten. BD. Bahnhof mit Empfangsgebäude, darin die Erlebnisbibliothek. Der Historische Güterboden wurde 2006 ausgezeichnet. | Bahnhof Radebeul Ost                                                                                  |
| Passage Sidonienstraße 2                                      | Sidonienstraße 2                               | RAD  | Altbau     | Sonderpreis    | 1892/93, 1999/2000                                               | F. A. Bernhard Große, Frank Mehnert & Udo Scholz                                                                                                | BHP 2000. Kategorie: Sonderpreis für Gestaltung eines städtebaulichen Ensembles. Das denkmalgeschützte Wohn- und Geschäftshaus Sidonienstraße 2 wurde 1999/2000 saniert und im Hofbereich mit Neubauten ergänzt. | Wohn- und Geschäftshaus Sidonienstraße 2 (li.), Sidonienpassage im Hinterhof                          |
| Schulergänzungsbau Berufliches Schulzentrum Radebeul          | Steinbachstraße 6                              | SER  | Neubau     | Bauherrenpreis | 1995/96                                                          | Ulf Zimmermann | BHP 1997. Kategorie: Neues Bauen, Rang 2. | Berufliches Schulzentrum Radebeul: Neubaubereich Steinbachstraße                                      |
| Einfamilienhaus Thomas-Mann-Straße 17                         | Thomas-Mann-Straße 17                          | NDL  | Neubau     | Bauherrenpreis | vor 2016                                                         | | BHP 2016. Kategorie: Neubau. Einfamilienhaus | Einfamilienhaus Thomas-Mann-Straße 17                                                                 |
| Wohnhaus und Werkstatt Vorwerkstraße 13c                      | Vorwerkstraße 13c                              | KOE  | Altbau     | Bauherrenpreis | 1876, vor 2005                                                   | Reimar Diesel | BHP 2005. Kategorie: Sanierung, Umbau und Erweiterung von Altbauten. | Wohnhaus und Werkstatt Vorwerkstraße 13c                                                              |
| Ensemble Schloss Wackerbarth mit Produktionsstätte            | Wackerbarthstraße 1, Mittlere Bergstraße       | NDL  | Altbau     | Bauherrenpreis | 1727–29, 1743 Jacobstein, 1853, 1916/17, 2002                    | Johann Christoph Knöffel, Matthäus Daniel Pöppelmann, Georg Heinsius von Mayenburg (Umbau), h.e.i.z.Haus Dorothea Becker & Thomas Strauch-Stoll | BHP 2004. Kategorie: Öffentliche / Gewerbliche Bauten. BD SG WLG. Sitz des Sächsischen Staatsweinguts. Schloss mit barocker Gartenanlage und moderner Weinguts-Produktionsstätte. Im Dehio 1996 ausführlich beschrieben. | Blick vom Jacobstein: Produktionshalle (li.) und Schloss Wackerbarth (re.)                            |
| Wohnanlage Weinbergstraße 1a/b                                | Weinbergstraße 1a/b                            | OBL  | Neubau     | Bauherrenpreis | vor 2002                                                         | Gabriele Schirmer | BHP 2002. Kategorie: Neubau. | Wohnanlage Weinbergstraße 1a/b                                                                        |
| Meinholdsches Turmhaus                                        | Weinbergstraße 10                              | OBL  | Altbau     | Bauherrenpreis | um 1650, 1715, um 1750 Turmhaus, 1865 Landhaus, vor 2007         | Tilo Kempe | BHP 2007. Kategorie: Denkmalpflegerische Instandsetzung. BD DNA. Heutiges Weingut mit Turmhaus, Landhaus, Einfriedung, zwei Torputten und Weinberg. Besitzer: Carl Christian Meinhold, Ulrich Aust. Im Dehio 1996 beschrieben. | Meinholdsches Turmhaus                                                                                |
| Retzschgut                                                    | Weinbergstraße 20                              | OBL  | Altbau     | Bauherrenpreis | 1649, 1813, 1837, 1893, vor 2009                                 | Baarß & Löschner | BHP 2009. Kategorie: Bauen im Bestand. BD. Ehemaliges Winzerhaus mit Seitengebäude bzw. Anbau. Besitzer: Moritz Retzsch. | Retzschgut                                                                                            |
| Garten Weinbergstraße 25                                      | Weinbergstraße 25                              | OBL  | Grünfläche | Anerkennung    | vor 2007                                                         | | BHP 2007. Anerkennung in der Kategorie Gärten, Außenanlagen und Freiflächen. | Garten Weinbergstraße 25                                                                              |
| Haus Lorenz                                                   | Weinbergstraße 28                              | OBL  | Altbau     | Bauherrenpreis | um 1680, um 1800, vor 2010                                       | Tilo Kempe | BHP 2010. Kategorie: Bauen im Bestand. BD. Ehemaliges Winzerhaus mit Tor und Einfriedung. Im Dehio 1996 erwähnt. | Haus Lorenz                                                                                           |
| Villa Oswald Haenel                                           | Weinbergstraße 40                              | OBL  | Altbau     | Sonderpreis    | 1894/95, vor 2005                                                | Oswald Haenel (Entwurf), Gebrüder Ziller (Bau)                                                                                                  | BHP 2005. Sonder-Anerkennung für besonders zu würdigende restauratorische Leistungen. BD DNA. Villa, Garten, Einfriedungsmauer und Statue der Fortuna. Wohn- und Bürositz von Oswald Haenel | Zillervilla in der Weinbergstraße 40, von und für Oswald Haenel                                       |
| Kyau-Haus                                                     | Wettinstraße 2                                 | OBL  | Altbau     | Bauherrenpreis | 1648, um 1750, 1922–25, um 2016                                  | Samuel Locke, Otto Rometsch | BHP 2019. Kategorie: Denkmalpflegerische Instandsetzung. BD. Ehemaliges Winzerhaus mit Einfriedung. Bewohner: Beamtenfamilie v. Loeben, Samuel Locke. Im Dehio 1996 beschrieben. | Kyau-Haus von der Wettinstraße aus, links die 300-jährige Kyaulinde                                   |
| Mietvilla Bruno Hörning                                       | Wettinstraße 9                                 | OBL  | Altbau     | Bauherrenpreis | 1894, bis 2008                                                   | Adolf Neumann, Stephan Eichler | BHP 2011. Kategorie: Bauen im Bestand. BD. Villa (Plastik an der Südwand). | Mietvilla Carl Bruno Hörnig                                                                           |
| Wohnhaus Wichernstraße 4                                      | Wichernstraße 4                                | RAD  | Altbau     | Anerkennung    | vor 2006                                                         | | BHP 2006. Anerkennung in der Kategorie Sanierung, Umbau und Erweiterung von Altbauten. | Wohnhaus Wichernstraße 4                                                                              |
| Mietvilla Wilhelm-Eichler-Straße 20                           | Wilhelm-Eichler-Straße 20                      | KOE  | Altbau     | Bauherrenpreis | 1898                                                             | wohl Gebrüder Große | BHP 2013. Kategorie: Bauen im Bestand. | Mietvilla Wilhelm-Eichler-Straße 20                                                                   |
| Feuerwache Radebeul-West                                      | Wilhelm-Eichler-Straße 36                      | NAU  | Neubau     | Bauherrenpreis | vor 2008                                                         | Dirk Pussert & Achim Kosch, Jäger Ingenieure, Kerstin Dietze                                                                                    | BHP 2008. Kategorie: Neues Bauen. | Feuerwache Radebeul-West                                                                              |
| Wohnhaus Winzerstraße 5a                                      | Winzerstraße 5a                                | NDL  | Neubau     | Bauherrenpreis | 1994–96                                                          | Andreas Weise & Kelf Treuner | BHP 1997. Kategorie: Neues Bauen, Rang 1. | Wohnhaus Winzerstraße 5a                                                                              |
| Haus Klotzsche                                                | Winzerstraße 46                                | NDL  | Altbau     | Bauherrenpreis | um 1800, 1864 Wohnhaus, 1868 Scheune, vor 2006                   | August Große | BHP 2006. Kategorie: Sanierung, Umbau und Erweiterung von Altbauten. BD. Ehemaliges Winzergehöft mit Winzerhaus, Wohnhaus und Scheune. | Haus Klotzsche, von Westen                                                                            |
| Haus und Garten Winzerstraße 67                               | Winzerstraße 67                                | NDL  | Altbau     | Bauherrenpreis | um 1860, vor 2011                                                | | BHP 2011. Kategorie: Bauen im Bestand. | Haus und Garten Winzerstraße 67                                                                       |
| Haus Lotter                                                   | Winzerstraße 83                                | NDL  | Altbau     | Bauherrenpreis | um 1580, um 1650, 1925/26, 1988–95                               | Tilo Kempe | BHP 1998. Kategorie: Sanierung, Rang 3. BD. Winzerhaus mit Tor und Einfriedung. Im Dehio 1996 erwähnt. | Haus Lotter                                                                                           |
| Außenanlagen von Haus Lotter                                  | Winzerstraße 83                                | NDL  | Grünfläche | Anerkennung    | um 1580, um 1650, 1925/26, 1988–95                               | Tilo Kempe | BHP 2001. Anerkennung in der Kategorie Freiflächen- und Gartengestaltung. BD. Winzerhaus mit Tor und Einfriedung. Im Dehio 1996 erwähnt. | Haus Lotter                                                                                           |
| Weinberghaus Gymnasium Luisenstift                            | Zillerstraße 25                                | NDL  | Neubau     | Bauherrenpreis | 2007–09                                                          | Meyer-Bassin und Partner | BHP 2011. Kategorie: Neues Bauen. | Weinberghaus Gymnasium Luisenstift                                                                    |

## Publikumspreise
Seit 2003 wird in den 14 Tagen der Ausstellung der Einreichungen von den Ausstellungsbesuchern über die „Publikumslieblinge“ abgestimmt, die im Vorgriff auf die offizielle Preisverleihung des Wahlkomitees die sogenannten Publikumspreise erhalten (Anmerkung: Das Kürzel BHP für Bauherrenpreis bedeutet, dass das Publikum das gleiche Objekt und seine Bauherrenschaft ausgewählt hat wie das Preiskomitee):
| Koordinaten, Name                                  | Adresse                                  | Stt. | Kat.        | Jurypreis                    | Baumeister, Architekten | Jahr, Bemerkung | Bild                                                                       |
| -------------------------------------------------- | ---------------------------------------- | ---- | ----------- | ---------------------------- | --- | --- | -------------------------------------------------------------------------- |
| Sonnenhof                                          | Altkötzschenbroda 26                     | KOE  | Altbau      |                              | | PP2007. |                                                                            |
| Güterboden Bahnhof Radebeul Ost                    | Am Alten Güterboden 4                    | RAD  | Altbau      | auch BHP                     | SAI Scharrer | PP2006. |                                                                            |
| Weinstube Altnaundorf 21                           | Altnaundorf 21                           | NAU  | Altbau      |                              | | PP2016. |                                                                            |
| Wohnhaus Auf den Ebenbergen 39                     | Auf den Ebenbergen 39                    | NAU  | Neubau      | auch BHP                     | Volker Röhricht | PP2009. Punktgleich mit Obere Bergstraße 30c                                                                                   |                                                                            |
| Einfamilienhaus Auf den Kottenbergen 9             | Auf den Kottenbergen 9                   | KOO  | Neubau      |                              | | PP2011. |                                                                            |
| Neubau August-Bebel-Straße 22                      | August-Bebel-Straße 22                   | RAD  | Neubau      |                              | | PP2005. |                                                                            |
| Wohnpark Augustusweg 25/25a/25b                    | Augustusweg 25/25a/25b                   | SER  | Neubau      |                              | | PP2008. | Wohnpark Augustusweg 25/25a/25b                                            |
| Freianlagen zum Wohnpark Augustusweg 25/25a/25b    | Augustusweg 25/25a/25b                   | SER  | Freiflächen | auch BHP                     | Kerstin Dietze | PP2008. | Freiflächen Wohnpark Augustusweg 25/25a/25b                                |
| Villa Sommer                                       | Augustusweg 44                           | OBL  | Altbau      | auch BHP                     | Oskar Menzel | PP2013. | Villa Sommer                                                               |
| Haus Friedland                                     | Bennostraße 11                           | OBL  | Altbau      |                              | | PP2005. | Haus Friedland                                                             |
| Villa Walter                                       | Bennostraße 23                           | OBL  | Altbau      | auch Anerkennung BHP         | Gebrüder Ziller | PP2007. |                                                                            |
| Villa Korea                                        | Blumenstraße 6                           | NDL  | Altbau      | auch BHP                     | Adolf Neumann | PP2022. | Villa Korea                                                                |
| Wohnhaus Coswiger Straße 5                         | Coswiger Straße 5                        | NAU  | Neubau      | auch BHP                     | | PP2022. | Wohnhaus Coswiger Straße 5                                                 |
| Villa Göbel                                        | Dr.-Külz-Straße 2                        | NDL  | Altbau      |                              | | PP2010. |                                                                            |
| Garten der Villa Eduard-Bilz-Straße 35             | Eduard-Bilz-Straße 35                    | OBL  | Grünfläche  | auch BHP                     | Gebrüder Ziller | PP2010. |                                                                            |
| Eggersweg                                          | Eggersweg                                | OBL  | Freiflächen |                              | Verschönerungsverein für die Lößnitz (Anlage 1908)                                                                                              | PP2006. Sicherung und Instandsetzung                                                                                           | Eggersweg                                                                  |
| Verwaltungsgebäude LTB Leitungsbau                 | Friedrich-List-Straße 27                 | NAU  | Neubau      | auch BHP                     | | PP2016. |                                                                            |
| Haus Gradsteg 12                                   | Gradsteg 12                              | NDL  | Altbau      |                              | | PP2003. |                                                                            |
| Villa Hohe Straße 37                               | Hohe Straße 37                           | NDL  | Altbau      | auch Anerkennung BHP         | | PP2007. Bewohner: Thea von Harbou                                                                                              | Villa Thea                                                                 |
| Wohnhaus Horst-Viedt-Straße 18                     | Horst-Vieth-Straße 18                    | NDL  | Neubau      | auch BHP                     | | PP2013. |                                                                            |
| Wohnhaus Horst-Viedt-Straße 20a                    | Horst-Vieth-Straße 20a                   | NDL  | Neubau      | auch Anerkennung BHP         | | PP2006. |                                                                            |
| Wohnhaus Johannisbergstraße 5                      | Johannisbergstraße 5                     | NAU  | Altbau      | auch BHP                     | | PP2019. |                                                                            |
| Häuslerei Kaditzer Straße 12                       | Kaditzer Straße 12                       | RAD  | Neubau      |                              | | PP2022. Das Wohnhaus ersetzt auf gleichem Grundriss die ehemalige denkmalgeschützte Häuslerei vom Beginn des 19. Jahrhunderts. | Häuslerei Kaditzer Straße 12                                               |
| Neubau Karl-Liebknecht-Straße 26                   | Karl-Liebknecht-Straße 26                | NDL  | Neubau      |                              | | PP2007. |                                                                            |
| Parkanlage Karl-May-Hain                           | Karl-May-Straße 4a, Schildenstraße 13    | RAD  | Grünfläche  | auch BHP                     | | PP2019. Punktgleich mit Mittlere Bergstraße 18b                                                                                |                                                                            |
| Garten der Villa Sanssouci                         | Käthe-Kollwitz-Straße 6                  | KOE  | Grünfläche  |                              | | PP2005. |                                                                            |
| Villa Oskar Möbius                                 | Lindenaustraße 9                         | NDL  | Altbau      | auch Anerkennung BHP         | | PP2004. |                                                                            |
| Landesbühnen Sachsen                               | Meißner Straße 152                       | NDL  | Altbau      | auch BHP                     | | PP2005. |                                                                            |
| Hotel „Stadt Radebeul“                             | Meißner Straße 216                       | NDL  | Altbau      |                              | | PP2008. |                                                                            |
| Gartenanlage Mittlere Bergstraße 18b               | Mittlere Bergstraße 18b                  | NAU  | Grünfläche  |                              | | PP2019. Punktgleich mit Parkanlage Karl-May-Hain                                                                               |                                                                            |
| Haus Mittlere Bergstraße 40                        | Mittlere Bergstraße 40                   | ZIT  | Altbau      |                              | | PP2003. |                                                                            |
| Mohrenhaus                                         | Moritzburger Straße 51/53                | NDL  | Altbau      | auch besondere Würdigung BHP | Gebrüder Ziller (Umbau) | PP2006. |                                                                            |
| Mehrfamilienhaus Moritzburger Straße 58            | Moritzburger Straße 58                   | NDL  | Neubau      |                              | | PP2019. |                                                                            |
| Garten Moritzburger Straße 80a                     | Moritzburger Straße 80a                  | KOO  | Grünfläche  |                              | | PP2004. |                                                                            |
| Wohnhaus Mühlweg 4                                 | Mühlweg 4                                | OBL  | Neubau      |                              | | PP2003. |                                                                            |
| Neubau Obere Bergstraße 18                         | Obere Bergstraße 18                      | NDL  | Neubau      |                              | Tilo Kempe | PP2003. |                                                                            |
| Einfamilienhaus Obere Bergstraße 30c               | Obere Bergstraße 30c                     | NDL  | Neubau      |                              | | PP2009, PP2010. 2009 punktgleich mit Wohnhaus Auf den Ebenbergen 39                                                            |                                                                            |
| Villa Barbara                                      | Obere Bergstraße 57                      | NDL  | Altbau      | auch BHP                     | | PP2004. |                                                                            |
| Garten Haus Richter                                | Obere Bergstraße 84                      | NDL  | Grünfläche  |                              | | PP2003. |                                                                            |
| Parkanlage Prof.-Wilhelm-Ring                      | Prof.-Wilhelm-Ring                       | NDL  | Grünfläche  | auch BHP                     | Hans-Peter Bender | PP2011. Teil der Villenkolonie Altfriedstein.                                                                                  | Parkanlage Prof.-Wilhelm-Ring                                              |
| Villa Alfred Sparbert                              | Prof. Wilhelm-Ring 19                    | NDL  | Altbau      |                              | | PP2011. |                                                                            |
| Robert-Werner-Platz                                | Robert-Werner-Platz                      | RAD  | Grünfläche  | auch BHP                     | | PP2016. |                                                                            |
| Wohnhaus Rosa-Luxemburg-Platz 10                   | Rosa-Luxemburg-Platz 10                  | NDL  | Neubau      |                              | | PP2004. |                                                                            |
| Wohnhaus Steinweg 33                               | Steinweg 33                              | ZIT  | Altbau      |                              | | PP2005. |                                                                            |
| Garten Villa Garke                                 | Thomas-Mann-Straße 6                     | NDL  | Grünfläche  |                              | | PP2010. |                                                                            |
| Ensemble Schloss Wackerbarth mit Produktionsstätte | Wackerbarthstraße 1, Mittlere Bergstraße | NDL  | Gewerbebau  | auch BHP                     | Johann Christoph Knöffel, Matthäus Daniel Pöppelmann, Georg Heinsius von Mayenburg (Umbau), h.e.i.z.Haus Dorothea Becker & Thomas Strauch-Stoll | PP2004. | Blick vom Jacobstein: Produktionshalle (li.) und Schloss Wackerbarth (re.) |
| Retzschgut                                         | Weinbergstraße 20                        | OBL  | Altbau      | auch BHP                     | | PP2009. |                                                                            |
| Garten Weinbergstraße 25                           | Weinbergstraße 25                        | OBL  | Grünfläche  | auch Anerkennung BHP         | | PP2007. |                                                                            |
| Haus Klotzsche                                     | Winzerstraße 46                          | NDL  | Altbau      | auch BHP                     | | PP2006. |                                                                            |
| Garten von Haus Clauß                              | Winzerstraße 48a                         | NDL  | Grünfläche  |                              | | PP2009. |                                                                            |